# Académie de Berlin
Pour les articles homonymes, voir Académie de Berlin (homonymie).
L'Académie de Berlin est un organisme culturel franco-allemand indépendant, fondé en juin 2006 à Berlin, qui a pour objectif d'animer l'échange culturel et le dialogue des idées entre l'Allemagne et  la France dans les domaines de la langue et de la culture, dans l’esprit de Voltaire.
L'Académie a tenu sa réunion fondatrice le 29 juin 2006 à l'Ambassade de France. Elle est placée sous le patronage de l'ambassadeur de France en Allemagne et a eu pour président d'honneur l'ancien président de la République Richard von Weizsäcker (1920-2015). Elle est présidée par Gesine Schwan et a pour secrétaire perpétuel, Ulrich Wickert.
Elle attribue depuis 2008 le Prix de l'Académie de Berlin, parrainé et doté d'une somme de 10 000 euros par l'entreprise multinationale allemande Groupe Würth, leader mondial de l'outillage, qui récompense des institutions, des personnes ou des projets ayant contribué de manière remarquable au développement et à l'approfondissement des relations culturelles entre les deux pays.
Les membres de l'Académie se réunissent deux fois par an. Ils décernent en outre des bourses attribuées par la Fondation Alfred Toepfer.

## Membres
L'Académie  comprend vingt membres. 
Depuis sa création, elle a notamment compté parmi ceux-ci :
- Thomas W. Gaehtgens
- Detlev Ganten
- Tina Hassel
- Wolfgang Ischinger
- Anselm Kiefer
- Jonathan Landgrebe
- le cardinal Karl Lehmann
- Wolf Lepenies
- Lothar Menne
- Nils Minkmar
- Thomas Ostermeier
- Patricia Oster-Stierle
- Jobst Plog
- Ulrich Raulff
- Volker Schlöndorff
- Peter Scholl-Latour
- Gesine Schwan (présidente)
- Stephan Schwarz
- Alice Schwarzer
- Spiros Simitis
- Werner Spies
- Patrick Süskind
- Erika Tophoven
- Nike Wagner
- Christina Weiss
- Wim Wenders
- Hanns Zischler